# لوفيون

انتشار اللوفيون

كان اللوفيون شعبًا تاريخيًا يُعزى إلى آسيا الصغرى وشمال سوريا خلال العصر البرونزي والعصر الحديدي. تحدثوا اللغة اللوفية، وهي لغة هندية أوروبية تابعة للفرع الأناضولي، واستخدموا الهيروغليفية الخاصة بهم، والتي كانت تستخدم جزئيًا أيضًا من قبل الحثيين. 

## تاريخ

### الأصل
حول أصل الوفيين لا يمكن إلا التكهن. مقترحات البحوث لا تزال مختلفة جدا اليوم. إذ تعتمد هذه على التوطن المفترض لمجموعات ناطقة بلغات هندواوربية بدائية، والتي تظهر لاحقًا في الأناضول؛ هناك من يقترح البلقان وكذلك منطقة الفولغا السفلى. ولا يمكن تحديد ما إذا كانت الهجرة قد تمت على طول السواحل الغربية أو الشرقية للبحر الأسود. يعتبر أيضًا إمكانية حدوث عدة موجات للهجرة. كما أن هناك خلافًا حول ما إذا كان انفصال اللوفين عن الحثيين والبالا قد حدث في الأناضول أول ما حدث. 
ربما يمكن عزو ثقافة ديمرجيهوك Demircihüyük (حوالي 3500-2500 قبل الميلاد) إلى المهاجرين الهنودأوربيين، والتي تتناسب زمنيًا مع الاعتبارات التاريخية اللغوية، والتي انفصلت عنها اللغات الأنضولية العتيقة حوالي 3000 قبل الميلاد، على أبعد تقدير .

### العصر البرونزي الوسيط
يقينًا توجود منذ حوالي عام 2000 قبل الميلاد   أسماء شخصية وكلمات مستعارة في مفردات الوثائق الآشورية القديمة من كنيش، والتي كُتبت بين عامي 1950 و 1700 قبل الميلاد. (كرونولوجيا وسطى) وتظهر أنه في ذلك الوقت كانت اللغة لحيثية واللغة اللوفية لغتان مختلفتان. وفقا لكثير من الباحثين، استقر الحثيين عند أعالي نهر قيزيل إرماك، كان لهم مركزًا سياسيًا واقتصاديًا حول كانيش نيشا، ولذلك يسمي الحثيين لغتهم نيشيلي nešili من بين تسميات أخرى. يمكن موضعة اللوفيين بشكل معقول في جنوب وغرب الأناضول، مع إمكانية وجود مركز سياسي في بوروشخاندا Purušḫanda . التجار الآشوريين الذين عاشوا في الأناضول في ذلك الوقت أطلقوا على السكان الأصليين للمنطقة اسم نوفا عوم nuwa'um بدون تمييز، التسمية التي يرجع اصلها إلى اللوفيين، والتبادل بين حرفي اللام والنون في اللفوظ يرجع إلى الوساطة الحورية. 

### الفترة الحيثية
القوانين الحيثية القديمة في القرن السابع عشر القرن قبل الميلاد. تعالج أيضا حالات التي تتعلق بالبلدان التي كانت لاتزال مستقلة آنذاك، وهي بالا Palā ولوفيا Luwiya . القوانين تتعلق بهؤلاء التجار والأشخاص المختطفين من بلد إلى آخر، ويبدو أنها تستند إلى اتفاقات بين بلدي حاتي وولوفيا. تجدر الإشارة إلى أن اللوفين بالكاد شكلوا دولة لوفية واحدة. بينما خلال هذا الوقت، تشكلت دولتي شيخا Šeḫa وارزافا Arzawa في الغرب بمنطقة أساسية في وادي ماياندروس Maiandros . في الجنوب، تشكلت دولة كيزوفاتان Kizzuwatna ، التي كانت تتألف من سكان مختلطين، حوريين ولوفيين. لم يتم إنشاء دولة تارخونتاشا Tarḫuntašša في جنوب الأناضول إلا في زمن الإمبراطورية الحثية. وفيما إذا كانت بلاد فيلوشا-تارفيشا Wilusa-Tarwiša ، مجال ترواس Troas القديمة، واحدة من الولايات أما اللوفية-الحيثية، لا يمكن البت به على أساس الشهادات، وهو موضوع مثير للجدل في مجال البحوث. 

#### كيزوفاتنا Kizzuwatna
كيزوفاتنا هو اسم الحيثي- اللوفي لكيليكية القديمة. سيطرالحيثيون على المنطقة في القرن 16. قبل الميلاد  . حوالي 1500 قبل الميلاد انفصلت البلاد وشكلت مملكة كيزوفاتنا التي حمل حكامها، مثل الحكام الحثيين، لقب «الملك العظيم».وجد الملك العظيم الحثي، تيليبينو، نفسه مجبرًا على توقيع معاهدة مع الملك العظيم إيشبوتاخشو Išputaḫšu، عقدًا تم تجديده من قبل خلفائه. فقدت كيزوفاتنا في عهد الملك بيليا Pilliya سيادتها وصارت تابعة لميتاني. حوالي 1420 قبل الميلاد  انفصل الملك شوناشورا šunaššura عن ميتاني وعقد حلفًا مع الملك الحثي تودخاليا الأول Tudḫaliya ، ولكن بعد فترة وجيزة يبدو أن المنطقة دُمجت في الإمبراطورية الحيثية ومنذ ذلك الحين صارت جزءا ثابتا من الإمبراطورية حتى زوالها نحو 1190 قبل الميلاد. 

#### شيخا Šeḫa
كانت منطقة شيخا في منطقة ليديا القديمة. ورد ذكرها للمرة الأولى في القرن 14 ق.م عندما هاجم اللمك الحيثي تودخاليا الأول مملكة فيلوشا Wiluša . بعد إخضاع ارزافا على يد مورشيلي الثاني، أصبحت منطقة شيخا تابعة مخلصة للإمبراطورية الحثية وكان عليها أن تتحمل غارات بيامارادو Piyamaradu أمير ارزافا، الذي هاجم جزيرة لازبا التي تتبع لشيخا.

#### ارزافا Arzawa
سبق وذكرت ارزافا في الفترة الحيثية القديمة، ولكنها كانت في ذلك الحين خارج اهتمامات الملوك الحثيين العظام. وحدثت النزاعات العسكرية الأولى أول ما حدثت تحت حكم الملك تودخاليا الأول أوتودخاليا الثاني. أدى غزو الكاشكيون Kaška للإمبراطورية الحيثية إلى تراجع السلطة وتعزيز ارزافا، وطلب الفرعون أمنحتب الثالث من ملكها تارخونتارادو Tarḫuntaradu أن يعطيه ابنته كزوجة. بعد الحصار المطول لعاصمة ارزافا اباشا Apaša (أفسس القديمة)، استسلم الملك وخازيتي Uḫḫaziti للملك الحثي العظيم مورشيلي الثاني، وقسمت ارزافا إلى دولتين تابعتين: ميرا Mira وخابالا Ḫapalla .

### العصر الحديدي
بعد سقوط الإمبراطورية الحيثية حوالي 1190 ق م   تشكلت عدة إمارات صغيرة في شمال سوريا وجنوب شرق الأناضول. وفي جنوب وسط الأناضول، كانت هناك تابال، حيث من الواضح أنه وجدت هناك العيدد من دول المدن الصغيرة، وفي كيليكيا قوء، في شمال سوريا جورجوم، على نهر الفرات مليد Meliddu ، كوموه Kummuh، وكركميش، وشرق النهر ماسوفارا ماسوفارا وعلى العاصي اونكي وحماة. استخدم الأمراء والتجار على سبيل المثال، من هذه الدول الهيروغليفية اللوفية لنقوشهم، والتي تؤرخ حتى القرن 8 قبل الميلاد. ذو أهمية خاصة في هذا الشأن هو تقش كاراتبه ثنائي اللغة للأمير ازاتيفادا Azatiwada في كيليكيا.